# فتق الحجاب الحاجز الخلقي
فتق الحجاب الحاجز الخلقي (اختصارًا CDH) هو ثقب في الحجاب الحاجز يحدث خلال المرحلة الجنينية في رحم الأم، لذلك تتحرك أعضاء البطن إلى الصدر عن طريق هذا الثقب وتضغط على الرئتين فتؤثر على النمو العادي، يحدث الفتق غالبا على الجهة اليسرى وقد يكون بسيط أو شديد مهددا لحياة الطفل وهو من أحد علم الأمراض المهددة للحياة في الرضع وسبب رئيسي للوفاة بسبب نقص تنسج الرئة و ارتفاع ضغط الدم الرئوي.
يتمثل ضيق التنفس عند الرضع، بانخفاض في مدى أكسدة الدم، ما يوجب استعمال جهاز التنفّس الاصطناعي واستعمال أدوية، من شأنها الزيادة من أكسدة الدم وتقليل ضغط الدم الرئوي ويستمر العلاج التنفسي المساعد والعلاج بالأدوية حتى استقرار حالة المريض. يختلف الخبراء حول الأهمية النسبية لهذين الشرطين مع التركيز على نقص تنسج الدم، والبعض الآخر على ارتفاع ضغط الدم.

## اخطار المرض

### المضاعفات
يتضمن ثلاث مضاعفات رئيسية:
- فشل الحجاب الحاجز في الإغلاق التام
- فتق في البطن وبعض المحتويات في الصدر
- نقص تنسج الرئة

### الوفيات
تظهر الدراسات على معدل الوفيات بسبب فتق الحجاب الحاجز الخلقي أنه قاتل بنسبة 40-60٪ من الحالات، فيما يتعلق بخطر فتق الحجاب الحاجز عند الأطفال الصغار جدًا. أظهرت الأبحاث المماثلة، هذه المرة المتعلقة بمعدل وفيات الفتق الحجابي المكتسب، بنسبة 17٪ من الحالات، التي يعاني فيها الحجاب الحاجز من تمزق حاد، تكون مميتة.
فتق الحجاب الحاجز الخلقي لديه معدل وفيات 40-62٪  مع نتائج أكثر ملاءمة في حالة عدم وجود تشوهات خلقية أخرى. تختلف المعدلات الفردية اعتمادًا على عوامل متعددة: حجم الفتق، والأعضاء المصابة، والعيوب الخلقية الإضافية، أو المشاكل الوراثية، ومقدار نمو الرئة، والعمر والحجم عند الولادة، ونوع العلاج، وتوقيت العلاج، والمضاعفات (مثل العدوى والربو) وقلة وظائف الرئة.

## أسباب المرض
لم يكتشف العلماء السبب، لكن هناك العديد من الأسباب الجينية والبيئية قد يكون لها علاقة بفتق الحجاب الحاجز، قد يصاحبه عيوب خلقية أهمها مشاكل القلب، وتزيد فرصة وجودها عند الأطفال المصابين بمتلازمة داون.

## أساليب العلاج

### علاج تنفسي
الخطوة الأولى في الإدارة هي وضع أنبوب هضمي وتأمين مجرى الهواء (التنبيب). من الناحية المثالية، لن يتنفس الطفل أبدًا، لتجنب دخول الهواء إلى الأمعاء وضغط الرئتين والقلب. ثم يتم وضع الطفل على الفور على جهاز التنفس الصناعي. تم استخدام الأكسجة الغشائية خارج الجسم (ECMO) كجزء من إستراتيجية العلاج في بعض المستشفيات.

### جهاز ECMO
يعمل جهاز ECMO كمرور للقلب والرئة. يتم علاج الفتق الحجابي الكبير عن طريق الأدوية، أو عن طريق إجراء عملية جراحية وفقًا لحجم الفتق ولمدى الاضطراب الذي يسببه للمريض.

## اليوم العالمي
في 7 أبريل 2014 قام السيناتور جيف بإعلان التاسع عشر من أبريل يوما للتوعية بفتق الحجاب الحاجز الخلقي، وذلك لرفع الوعي والتعرف على الصعوبات التي يعانيها المرضى وعائلاتهم في التعايش مع هذا المرض.

## أنواع المرض

### فتق بوخديلك
فتق بوخديلك، المعروف أيضًا باسم فتق الحجاب الحاجز الجانبي اللاحق، هو المظهر الأكثر إنتشارا عند هذا المرض الوراثي، وهو ما يمثل أكثر من 95 ٪ من الحالات، في هذه الحالة، يتميز هذا الفتق بفتحة في الركن الجانبي الجانبي للحجاب مما يسمح بمرور أحشاء البطن إلى تجويف الصدر، تحدث غالبية فتق بنسبة (80-85٪) على الجانب الأيسر من الحجاب الحاجز، وتحدث نسبة كبيرة من الحالات المتبقية على الجانب الأيمن حتى الآن، يحمل معدل وفيات مرتفع وهو مجال نشط للبحث السريري. تشكل فتق حوالي 0.17٪ إلى 6٪ من جميع حالات فتق الحجاب الحاجز (خلقي أو لا خلقي) عندما تظهر تلقائيًا عند البالغين وحوالي حالة واحدة من كل 2200 إلى 12500 ولادة كل عام. 

### المثلث القصي الضلعي (فتق مورغاني)

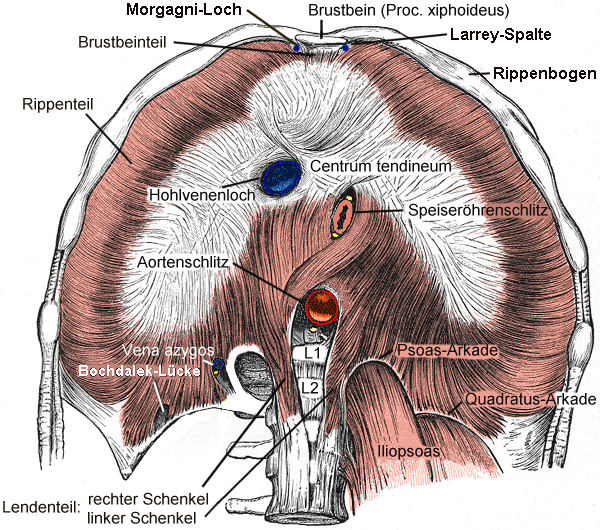
السطح السفلي للحجاب الحاجز. فتحتا مورغاني مشار إليهما بنقطتين زرقاوتين (التعليق على الصورة بالألمانية)

مثلث قصي ضلعي أو يسمى بفتحة مورغاني وهو عبارة عن فتحتين صغيرتين تقعان بين اتصال الحجاب الحاجز بعظمة القص والضلوع. تمر العديد من التراكيب المهمة عبر تلك الفتحتين وتشمل الشريانان الشرسوفيان العلويان كنهاية للشريان الصدري الغائر والأوردة والأوعية الليمفاوية المصاحبة لهما.
يشار إلى هذا العيب الأمامي النادر في الحجاب الحاجز بشكل متنوع باسم الفتق المورغاني أو الفتق الخلفي أو الفتق المجاور للقص. يمثل ما يقرب من 2٪ من جميع حالات المرض، ويتميز بالفتق من خلال ثقب يسمى الفتق المورغاني الذي يقع مباشرة بجوار عظم القص.